# 48794 Stolzová
(48794) Stolzová, denumire internațională (48794) Stolzova, este un asteroid din centura principală de asteroizi.

## Descriere
48794 Stolzová este un asteroid din centura principală de asteroizi. A fost descoperit pe 5 octombrie 1997 la Observatorul Kleť de Jana Tichá și Miloš Tichý. Asteroidul prezintă o orbită caracterizată de o semiaxă mare de 2,86 ua, o excentricitate de 0,03 și o înclinație de 7,0° în raport cu ecliptica.